# Julia Berentschot
Julia Berentschot (Leidschendam, 11 februari 1994) is een Nederlands langebaanschaatsster. 
Op 13 maart 2016 schaatste Berentschot haar laatste wedstrijd.

## Records

### Persoonlijke records[3]
| Afstand    | Tijd    | Datum           | Baan      |
| ---------- | ------- | --------------- | --------- |
| 500 meter  | 40,46   | 9 november 2013 | Inzell    |
| 1000 meter | 1.19,92 | 2 november 2013 | Inzell    |
| 1500 meter | 2.02,54 | 19 januari 2014 | Inzell    |
| 3000 meter | 4.17,16 | 2 januari 2016  | Inzell    |
| 5000 meter | 7.55,80 | 1 februari 2015 | Groningen |